# グランドマスター (チェス)
グランドマスターは、国際チェス連盟（FIDE）により付与されるチェスのタイトル（称号）で、「世界チャンピオン」を別にすれば、チェス選手の最高位のタイトルである。
終身有効なタイトルで、GMと略される（国際マスターはIM、FIDEマスターはFMと略される）。IGM（International Grandmaster）という表現も古い文献ではよく見受けられる。
GM・IM・FMともに男女とも取得できるタイトルであり、1978年にノナ・ガプリンダシヴィリがGMのタイトルを取得して以来多くの女性選手が取得し、2000年ごろからは上位10名の女子選手のほとんどがGMのタイトルを保持している。女性のみ取得できるWGM（女子GM）というタイトルもあるが、こちらはIMとFMの中間程度の実力で取得できる。
この他、実戦競技以外には、チェス・プロブレムの作者（作局GM）や解者（解答GM）にFIDEが与えるGMの称号、国際通信チェス連盟による通信チェスGMの称号もある。

## 歴史

### グランドマスターのタイトルの始まり（1914年）
当時のロシア皇帝ニコライ2世が、賞金の一部を寄付した1914年のサンクトペテルブルク大会で、決勝へ進出者した5人（エマーヌエール・ラスカー、ホセ・ラウル・カパブランカ、アレクサンドル・アレヒン、ジークベルト・タラッシュ、フランク・マーシャル）に与えた称号が原型である。この大会ではラスカーが優勝し、カパブランカが2位となった。ラスカーは当時の世界チャンピオンで、カパブランカとアレヒンは後の世界チャンピオンとなった。タラッシュとマーシャルは世界チャンピオンの挑戦者であった。

### 非公式なタイトル（1914～1950年）
1914年以降、「グランドマスター」の言葉は、世界クラスのチェス選手を指すのにしばしば非公式に使われた。FIDEが1924年に組織されてからも、FIDEはGMについての明確な基準を設けなかった。
1927年、ソ連のチェス協会が「ソ連邦グランドマスター」というタイトルを創設した。当時国際大会に出ることのなかった国内の選手に対して付与した。1929年にソ連のチャンピオンとなったヴェルリンスキーに与えられた後1931年に廃止された。しかし、1935年にボトヴィニクにタイトルを与えることで復活し、彼が初の「公式」ソ連邦GMということになった。ヴェルリンスキーのタイトルは復活されなかった。

### FIDE公式タイトル（1950年～）
FIDEは1950年に27人の選手に対してGMのタイトルを付与した。27人は以下の通りである。
- 当時のトッププレーヤー:

ミハイル・ボトヴィニク、ボレスラフスキー、ボンダレフスキー、ブロンスタイン、マックス・エーワ、ファイン、フロール、パウリ・ケレス、コトフ、アンドール・リリエンタール、ナイドルフ、サミュエル・ハーマン・レシェフスキー、ワシリー・スミスロフ、ストールベリ、サボー・ラースロー
- 当時生存していた過去のトッププレーヤー:

バーンシュタイン、デュラス、グリュンフェルト、コスティッチ、レヴェンフィシュ、マロツィ、ミーゼス、ラゴジン、ルビンシュタイン、ゼーミッシュ、タルタコワ、ヴィドマール
1950年以前に活躍した選手を入れることで、1914年のGMからの継続性を持たせた。1914年から1950年の間に亡くなった有力選手たちは含まれなかった（シュレヒター、レティ、ニムゾヴィッチ等）。
1950年以降は、FIDEのルールに則ってGMのタイトルが付与されることとなった。

## 現在の規則
グランドマスターになるための条件は複雑である。選手は少なくとも2500以上のELOレーティングを獲得したことがなければならない(タイトルを維持するのに2500以上のレーティングが必要という意味ではない)。IMに必要な条件は2400以上のレーティングである。さらにノームとよばれる、大会での好戦績を少なくとも2大会以上で達成しなければならない。その大会には他のタイトル保持者、他国の選手が一定数出場していなくてはならない。その他、世界女性選手権や世界ジュニア選手権・世界シニア選手権などでの優勝、入賞に対してもタイトルやノームが与えられる。GMになるための条件の詳細はFIDE Handbook（英語）にある。

## タイトルのインフレ
1972年には88人しかGMがおらず、そのうち33名がソ連の選手であった。2005年7月にはGMの数は900人を超えている。GMの数が急増した原因はまずFIDEのレーティングのインフレにある。過去10～15年の間に100ポイント程度のインフレが起き、GMノームの獲得が容易になった。例えば、ナイジェル・ショートは、1989年に世界ランク3位でレーティング2650であった。21世紀になってからは、2650のレーティングは世界ランク50～60位程度で、世界ランク3位の選手のレーティングは2750程度である。インフレの他の要因としては、世界で多くの大会が開かれ航空運賃が下がって大会にでることが容易になったこと、1990年以前のようにソ連や東欧諸国の選手の旅行制限がなくなったことがあげられる。また以前ではノーム対象とならなかった持時間の短い大会でもノームが認められるようになり、取得のチャンスが高まった。
グランドマスターのタイトルは現在でも最高のタイトルである。マスターは全チェス選手の2％程度で、グランドマスターのタイトルを持っているのはわずか0.02％程度である。
しかし、1914年当初の5人のGMと比べて同等といえるのはほんの一握りのGMである。ラスカー、カパブランカ、アレヒンは世界チャンピオンであったし、タラッシュとマーシャルは世界チャンピオンの挑戦者であった（2人ともラスカーに敗れた）。
GMタイトルの栄光を取り戻すために、GMは世界チャンピオンレベルの選手に限定すべきだ、という提案がしばしばなされている。過去に世界チャンピオン挑戦者となったショートは、世界チャンピオン候補とそれ以下のレベルの選手が混在しているGMのタイトルは廃止すべきだ、と主張している。

## スーパー・グランドマスター
タイトルのインフレにより、レーティングが2700を超え世界タイトルを争うレベルのGMは非公式に「スーパー・グランドマスター」とよばれている。

## グランドマスターの人数
2007年現在、1087名のGMがいる。国別のGMの数は以下の通り。
- 1位 ロシア = 174人
- 2位 ドイツ = 66人
- 3位 ウクライナ = 64人
- 4位 アメリカ = 61人
- 5位 セルビア = 46人
- 6位 ハンガリー = 40人
- 7位 イギリス = 36人
- 8位 イスラエル = 34人
- 9位 フランス = 30人
- 9位 スペイン = 30人

チェスは伝統的にラグビーなどと同じ協会主義を取っており、ある国の代表となるために必ずしも国籍を必要としない。2020年現在、日本協会籍のGMはいないが、通信チェスGMは存在する。純粋な日系人では、ブラジル国籍のエベラルド・マツウラがいる。アメリカのヒカル・ナカムラ、フランスのジョエル・ロチェ、ノルウェーのジョナサン・ティスドールは日系のハーフである。